# Под знаком Скорпиона (фильм, 1969)
«Под знаком Скорпиона» (итал. Sotto il segno dello scorpione) — кинофильм режиссёров Паоло и Витторио Тавиани, вышедший на экраны в 1969 году. Лента была номинирована на премию «Серебряная лента» за лучшую музыку.

## Сюжет
Группе жителей вулканического островка удаётся спастись от извержения. Они оказываются на другом таком же вулканическом острове. Поначалу они пытаются построить лодку и уплыть на континент, однако вскоре встречают местных жителей. Пришельцы, не желая пускаться в далёкий путь в одиночку, решают напугать хозяев острова и принимаются рассказывать многочисленные истории о пережитых в результате извержения ужасах. Хотя местные жители во главе с одним из своих вожаков Ренно быстро раскусили этот план, беглецам удаётся заронить в некоторых людей зерно сомнения и желание покинуть это место. Тогда Ренно и другие мужчины заключают пришельцев в большую яму, чтобы не позволить тем сеять панику, а через некоторое время их отпускают и предлагают покинуть остров. Чужаки, перебив местных мужчин и забрав с собой женщин, отправляются на континент.

## В ролях
- Джан Мария Волонте — Ренно
- Лючия Бозе — Глайя
- Джулио Броджи — Рутоло
- Сами Павел — Танело
- Даниэле Дублино — Фемио
- Стеффен Закариас — старик
- Ренато Скарпа
- Алессандро Абер